# Pfingstlümmel
Pfingstlümmel ist eine Figur insbesondere aus dem Oberpfälzer Brauchtum. Als Pfingstlümmel wird am Pfingstsonntag derjenige bezeichnet, der als letzter der Familie das Bett verlässt.
Dieser Brauch ist in anderen Gegenden auch als „Pfingstochse“ oder „Palmesel“ (am Palmsonntag) bekannt. 
Der Brauch des Pfingstlümmels ähnelt in seiner Ausformung zu dem Fest des Grünen Georgs. Während der Protagonist hier allerdings in grüne Zweige gehüllt ist, tritt der „Pfingstl“ in Baumrinden oder Stroh gehüllt auf. 

## Erweitertes Brauchtum
Als vor allem für Kinder interessante Gestaltung des Brauches gibt (oder gab) es die sogenannten Pfingstlümmelfahrten.
Eine mögliche Variante am Beispiel Raigerings (Amberg) war ein mit Stroh verkleideter und mit bunten Fähnchen und Bändern geschmückter großer Pferdeleiterwagen, in dem der sogenannte Pfingstlümmel saß. Der Wagen wurde von der Burschenschaft (Dorfjugend) durch die Straßen des Dorfes gezogen. Die Kinder am Straßenrand versuchten eines oder mehrere der Fähnchen zu stehlen. Diese wurden jedoch vom Pfingstlümmel mit einem Stecken aus dem Wageninneren verteidigt.
In Schalkstetten (Gemeinde Amstetten) auf der Schwäbischen Alb wird der Brauch des Pfingstlümmels auf ganz andere Weise aufrechterhalten. Die männliche Dorfjugend treibt am Pfingstsonntag einen komplett mit Laub eingebundenen Pfingstlümmel durchs Dorf.
Eine weitere Variante kann man heute noch in der Gemeinde Schmidgaden (Landkreis Schwandorf) bewundern.
Hier wird ein Junge in einen Sack gesteckt und in einem kleinen mit bunten Fahnen und Bändchen geschmückten Leiterwagen von zwei weiteren Jungen durch die Dorfstraßen gezogen. Um sich vor Neugierigen zu wehren, hat der Pfingstlümmel eine Nadel mit in den Sack bekommen. An jeder Haustüre bitten die begleitenden Mädchen der Pfingstlümmelfahrt um Eier oder um Schmalz und sagen dazu ein kleines Gedicht auf.
Ein weiteres Beispiel ist das Pfingstschwanzfahren in Söllitz (Landkreis Schwandorf), welches bis heute jährlich am Pfingstsonntag stattfindet.